# جان-ميشيل كليمنت
جان-ميشيل كليمنت هو سياسي فرنسي، ولد في 31 أكتوبر 1954 في Mauprévoir ‏ في فرنسا. نشط حزبياً في الحزب الاشتراكي (1968 – 1968) والجمهورية إلى الأمام! (2017 – 2017) (7 نوفمبر 2018 – 7 نوفمبر 2018).

## مناصب
- انتخب Mayor of Mauprévoir ‏ (19 يونيو 1995 – 30 مارس 2014).
- انتخب نائب فرنسي عن دائرة Vienne's 3rd constituency [الإنجليزية]‏ وقد انضم خلال فترته النيابية [الإنجليزية]‏ (21 يونيو 2017 – ) للكتلة البرلمانية Liberties, Independents, Overseas and Territories [الإنجليزية]‏.
- انتخب نائب فرنسي عن دائرة Vienne's 3rd constituency [الإنجليزية]‏ وقد انضم خلال فترته النيابية (20 يونيو 2012 – 20 يونيو 2017) للكتلة البرلمانية .
- انتخب نائب فرنسي عن دائرة Vienne's 3rd constituency [الإنجليزية]‏ وقد انضم خلال فترته النيابية [الإنجليزية]‏ (20 يونيو 2007 – 19 يونيو 2012) للكتلة البرلمانية .